# 저급 프로그래밍 언어
저급 프로그래밍 언어(低級 프로그래밍 言語) 또는 로우 레벨 프로그래밍 언어(low-level programming language)란 컴퓨터가 이해하기 쉽게 작성된 프로그래밍 언어로, 일반적으로 기계어와 어셈블리어를 일컫는다. 실행속도가 매우 빠르지만 배우기가 어려우며 유지보수가 힘든 것이 단점이다. 현재는 특수한 경우가 아니면 사용되지 않는다. 저급언어와 반대되는 것으로 고급 프로그래밍 언어가 있다.

## 기계어
기계어는 특별한 변환 과정 없이 컴퓨터가 직접 처리할 수 있는 유일한 언어이다. 현재 프로그래머들은 대개 기계어로 직접 프로그램을 작성하지는 않는데 그 까닭은 고급 언어가 자동으로 다루는 수많은 세부 사항들을 신경써야 하기 때문이다. 모든 명령마다 수많은 코드를 기억하고 찾아야 하고, 수정하기 또한 매우 어렵다.
아래는 n번째 피보나치 수를 계산하는 32비트 x86 기계어를 표현한 16진 기능의 예이다:
```
8B542408 83FA0077 06B80000 0000C383
FA027706 B8010000 00C353BB 01000000
C9010000 008D0419 83FA0376 078BD98B
B84AEBF1 5BC3

```

## 어셈블리어
2세대 언어는 기계어 최상단에 추상적인 수준을 제공한다. TX-0, PDP-1과 같은 컴퓨터들을 이용하여 코딩하던 과거에는 MIT 해커들이 했던 최초의 일은 어셈블러를 작성하는 일이었다.
대부분의 어셈블러는 매크로를 제공하므로 공통이 되는 일련의 명령들을 만들어낼 수 있다.
아래는 상단의 피보나치 수 계산기와 동일하지만, MASM 문법을 이용하여 x86 어셈블리어로 표현한 것이다:
```
fib:

    
mov
 
edx
,
 
[
esp
+
8
]

    
cmp
 
edx
,
 
0

    
ja
 
@
f

    
mov
 
eax
,
 
0

    
ret

    
@@:

    
cmp
 
edx
,
 
2

    
ja
 
@
f

    
mov
 
eax
,
 
1

    
ret

    
@@:

    
push
 
ebx

    
mov
 
ebx
,
 
1

    
mov
 
ecx
,
 
1

    
@@:

        
lea
 
eax
,
 
[
ebx
+
ecx
]

        
cmp
 
edx
,
 
3

        
jbe
 
@
f

        
mov
 
ebx
,
 
ecx

        
mov
 
ecx
,
 
eax

        
dec
 
edx

    
jmp
 
@
b

    
@@:

    
pop
 
ebx

    
ret

```

동일 기능을 C로 나타내면 다음과 같다:
```
unsigned
 
int
 
fib
(
unsigned
 
int
 
n
)

{

    
if
 
(
n
 
<=
 
0
)

        
return
 
0
;

    
else
 
if
 
(
n
 
<=
 
2
)

        
return
 
1
;

    
else
 
{

        
unsigned
 
int
 
a
,
b
,
c
;

        
a
 
=
 
1
;

        
b
 
=
 
1
;

        
while
 
(
1
)
 
{

            
c
 
=
 
a
 
+
 
b
;

            
if
 
(
n
 
<=
 
3
)
 
return
 
c
;

            
a
 
=
 
b
;

            
b
 
=
 
c
;

            
n
--
;

        
}

    
}

}

```

## 같이 보기
- 고급 프로그래밍 언어